# Училище олимпийского резерва № 1
«Училище олимпийского резерва № 1» (СПб ГБПОУ УОР № 1) — государственное бюджетное профессиональное образовательное учреждение, подведомственное правительству Санкт-Петербурга, комитету по физической культуре и спорту.

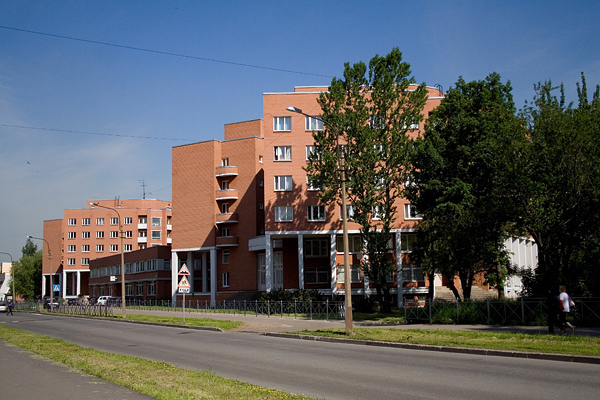
Спальный корпус

## История

### Основание
Распоряжением Совета Министров РСФСР от 21 января 1971 года, № 117, решением Исполкома Ленсовета от 3 мая 1971 года, № 347, и решением Исполкома Выборгского райсовета от 27 мая 1971 года, № 179, в Ленинграде начинает работать школа-интернат № 62 спортивного профиля. С 1 сентября 1971 года школа приняла в свои ряды 480 учащихся 5—10 классов.

### Разделение школы
В 1986 году в связи с перегруженностью заведения, было принято решение открыть филиал школы-интерната по зимним видам спорта, через год он был преобразован во вторую школу-интернат спортивного профиля, позже в Училище олимпийского резерва № 2

### Изменение названий
- С 1971 г. — 1990 г. Ленинградская школа-интернат № 62 спортивного профиля (ШИСП № 62)
- С 1990 г. — 1997 г. Училище олимпийского резерва № 1 (УОР № 1)
- С 1997 г. — 2009 г., с 2011 г. Санкт-Петербургское училище олимпийского резерва № 1 (СПб УОР № 1)
- С 2009 г. — 2010 г. Санкт-Петербургский колледж олимпийского резерва № 1 (СПб КОР № 1)

### Директора училища
1. Шапиро, Леонид Матвеевич (1971—1979)

2. Хрулёв, Василий Фёдорович (1979—1986)

3. Лебединский, Валерий Макарович (1986—2008)

4. Гусаков, Михаил Анатольевич (2008—2020)

5. Антюх, Наталья Николаевна (2020—2021)

и.о. Часовникова Ольга Евгеньевна (2021)

6. Кузнецов Виктор Александрович (с 2021 по н.в.)

## Виды спорта, представленные в училище
- Плавание
- Синхронное плавание
- Прыжки в воду
- Современное пятиборье
- Триатлон
- Лёгкая атлетика
- Гребля академическая
- Гребля на байдарках и каноэ
- Гребной слалом
- Спортивная гимнастика
- Стрельба пулевая
- Стрельба из лука
- Баскетбол
- Волейбол
- Гандбол
- Футбол
- Пляжный волейбол
- Фехтование
- Теннис
- Настольный теннис
- Лыжное двоеборье
- Прыжки на лыжах с трамплина
- Тхэквондо

## Ученики

### Ученики училища на олимпийских играх
В Олимпийских Играх с 1972 года приняло участие 137 воспитанников колледжа, ими завоевано 22 золотых, 39 серебряных, 17 бронзовых наград.
| Учащиеся и выпускники Санкт-Петербургского колледжа олимпийского резерва № 1 — чемпионы и призёры Олимпийских игр | Учащиеся и выпускники Санкт-Петербургского колледжа олимпийского резерва № 1 — чемпионы и призёры Олимпийских игр | Учащиеся и выпускники Санкт-Петербургского колледжа олимпийского резерва № 1 — чемпионы и призёры Олимпийских игр | Учащиеся и выпускники Санкт-Петербургского колледжа олимпийского резерва № 1 — чемпионы и призёры Олимпийских игр | Учащиеся и выпускники Санкт-Петербургского колледжа олимпийского резерва № 1 — чемпионы и призёры Олимпийских игр | Учащиеся и выпускники Санкт-Петербургского колледжа олимпийского резерва № 1 — чемпионы и призёры Олимпийских игр | Учащиеся и выпускники Санкт-Петербургского колледжа олимпийского резерва № 1 — чемпионы и призёры Олимпийских игр | Учащиеся и выпускники Санкт-Петербургского колледжа олимпийского резерва № 1 — чемпионы и призёры Олимпийских игр |
| --- | --- | --- | --- | --- | --- | --- | --- |
| № | фамилия, имя, отчество                                                                                            | годы учёбы | занятое место | занятое место | занятое место | место проведения игр, год, номер                                                                                  | всего медалей |
| № | фамилия, имя, отчество                                                                                            | годы учёбы | 1 | 2 | 3 | место проведения игр, год, номер                                                                                  | всего медалей |
| 1 | Сальников Владимир Валерьевич                                                                                     | 1972-1977 | 3 | | | Москва, 1980, XXII                                                                                                | 4 |
| 1 | Сальников Владимир Валерьевич                                                                                     | 1972-1977 | 1 | | | Сеул, 1988, XXIV                                                                                                  | 4 |
| 2 | Дитятин Александр Николаевич                                                                                      | 1972-1974 | | 2 | | Монреаль, 1976, XXI                                                                                               | 10 |
| 2 | Дитятин Александр Николаевич                                                                                      | 1972-1974 | 3 | 4 | 1 | Москва, 1980, XXII                                                                                                | 10 |
| 3 | Васильев Дмитрий Владимирович                                                                                     | 1976-1981 | 1 | | | Сараево, 1984, XIV                                                                                                | 2 |
| 3 | Васильев Дмитрий Владимирович                                                                                     | 1976-1981 | 1 | | | Калгари, 1988, XV                                                                                                 | 2 |
| 4 | Копляков Сергей Викторович                                                                                        | 1974-1980 | | 1 | | Монреаль, 1976, XXI                                                                                               | 4 |
| 4 | Копляков Сергей Викторович                                                                                        | 1974-1980 | 2 | 1 | | Москва, 1980, XXII                                                                                                | 4 |
| 5 | Валова Елена Александровна                                                                                        | 1974-1978 | 1 | | | Сараево, 1984, XIV                                                                                                | 2 |
| 5 | Валова Елена Александровна                                                                                        | 1974-1978 | | 1 | | Калгари, 1988, XV                                                                                                 | 2 |
| 6 | Мишкутёнок Наталья Евгеньевна                                                                                     | 1985-1987 | 1 | | | Альбервиль, 1992, XVI                                                                                             | 2 |
| 6 | Мишкутёнок Наталья Евгеньевна                                                                                     | 1985-1987 | | 1 | | Лиллехаммер, 1994, XVII                                                                                           | 2 |
| 7 | Дмитриев Артур Валерьевич                                                                                         | 1984-1986 | 1 | | | Альбервиль, 1992, XVI                                                                                             | 3 |
| 7 | Дмитриев Артур Валерьевич                                                                                         | 1984-1986 | | 1 | | Лиллехаммер, 1994, XXIII                                                                                          | 3 |
| 7 | Дмитриев Артур Валерьевич                                                                                         | 1984-1986 | 1 | | | Нагано, 1998, XVIII                                                                                               | 3 |
| 8 | Крылов Андрей Иванович                                                                                            | 1971-1973 | | 1 | | Монреаль, 1976, XXI                                                                                               | 4 |
| 8 | Крылов Андрей Иванович                                                                                            | 1971-1973 | 1 | 2 | | Москва, 1980, XXII                                                                                                | 4 |
| 9 | Белостенный Александр Михайлович                                                                                  | 1974-1975 | | | 1 | Москва, 1980, XXII                                                                                                | 2 |
| 9 | Белостенный Александр Михайлович                                                                                  | 1974-1975 | 1 | | | Сеул, 1988, XXIV                                                                                                  | 2 |
| 10 | Тараканов Сергей Николаевич                                                                                       | 1972-1975 | | | 1 | Москва, 1980, XXII                                                                                                | 2 |
| 10 | Тараканов Сергей Николаевич                                                                                       | 1972-1975 | 1 | | | Сеул, 1988, XXIV                                                                                                  | 2 |
| 11 | Русин Сергей Александрович                                                                                        | 1971-1976 | 1 | | | Москва, 1980, XXII                                                                                                | 1 |
| 12 | Лепиков Дмитрий Михайлович                                                                                        | 1971-1975 | 1 | | | Барселона, 1992, XXV                                                                                              | 1 |
| 13 | Шкурнова Ольга Дмитриевна                                                                                         | 1977-1979 | 1 | | | Сеул, 1988, XXIV                                                                                                  | 1 |
| 14 | Кузнецов Виктор Александрович                                                                                     | 1977-1979 | | 2 | | Москва, 1980, XXII                                                                                                | 2 |
| 15 | Василькова Эльвира Адольфовна                                                                                     | 1977-1979 | | 1 | 1 | Москва, 1980, XXII                                                                                                | 2 |
| 16 | Транденков Игорь Леонидович                                                                                       | 1978-1984 | | 1 | | Барселона, 1992, XXV                                                                                              | 2 |
| 16 | Транденков Игорь Леонидович                                                                                       | 1978-1984 | | 1 | | Атланта, 1996, XXVI                                                                                               | 2 |
| 17 | Варганова Светлана Анатольевна                                                                                    | 1976-1982 | | 1 | | Москва, 1980, XXII                                                                                                | 1 |
| 18 | Дендеберова Елена Юрьевна                                                                                         | 1982-1987 | | 1 | | Сеул, 1988, XXIV                                                                                                  | 1 |
| 19 | Богданов Андрей Николаевич                                                                                        | 1973-1975 | | 1 | | Монреаль, 1976, XXI                                                                                               | 1 |
| 20 | Середин Евгений Алексеевич                                                                                        | 1974-1975 | | 1 | | Москва, 1980, XXII                                                                                                | 1 |
| 21 | Чередник Юрий Константинович                                                                                      | 1979-1981 | | 1 | | Сеул, 1988, XXIV                                                                                                  | 1 |
| 22 | Бут Вениамин Евгеньевич                                                                                           | 1977-1979 | | 1 | | Сеул, 1988, XXIV                                                                                                  | 1 |
| 23 | Кондрашина Анна Николаевна                                                                                        | 1971-1973 | | 1 | | Монреаль, 1976, XXII                                                                                              | 1 |
| 24 | Любимова Надежда Юрьевна                                                                                          | 1974-1977 | | 1 | | Москва, 1980, XXII                                                                                                | 1 |
| 25 | Клешнёв Валерий Владимирович                                                                                      | 1974-1976 | | 1 | | Москва, 1980, XXII                                                                                                | 1 |
| 26 | Петров Денис Алексеевич                                                                                           | 1984-1986 | | 1 | | Альбервиль, 1992, XVI                                                                                             | 1 |
| 27 | Евсеев Николай Сергеевич                                                                                          | 1979-1984 | | 1 | | Сеул, 1988, XXIV                                                                                                  | 1 |
| 28 | Егоров Роман Николаевич                                                                                           | 1989-1992 | | 2 | | Атланта, 1996, XXVI                                                                                               | 2 |
| 29 | Предкин Владимир Викторович                                                                                       | 1989-1992 | | 1 | | Атланта, 1996, XXVI                                                                                               | 1 |
| 30 | Богданова Юлия Алексеевна                                                                                         | 1974-1977 | | | 1 | Москва, 1980, XXII                                                                                                | 1 |
| 31 | Смирнов Андрей Владиславович                                                                                      | 1971-1974 | | | 1 | Монреаль, 1976, XXII                                                                                              | 1 |
| 32 | Таранина Виктория Николаевна                                                                                      | 1981-1987 | | | 1 | Альбервиль, 1992, XVI                                                                                             | 1 |
| 33 | Яковлева Ольга Леонидовна                                                                                         | 1977-1981 | | | 1 | Сеул, 1988, XXIV                                                                                                  | 1 |
| 34 | Селезнёва Лариса Юрьевна                                                                                          | 1974-1981 | | | 1 | Сараево, 1984, XIV                                                                                                | 1 |
| 35 | Володенков Владимир Владимирович                                                                                  | 1988-1990 | | | 1 | Атланта, 1996, XXVI                                                                                               | 1 |
| 36 | Столяров Валерий Викторович                                                                                       | 1984-1986 | | 1 | | Нагано, 1998, XVIII                                                                                               | 1 |
| 37 | Смурова Елена Юрьевна                                                                                             | 1990-1994 | | | 1 | Сидней, 2000, XXVII                                                                                               | 1 |
| 38 | Левина Юлия Александровна                                                                                         | 1990-1994 | | | 1 | Сидней, 2000, XXVII                                                                                               | 1 |
| 39 | Мерк Лариса Викторовна                                                                                            | 1990-1994 | | | 1 | Сидней, 2000, XXVII                                                                                               | 1 |
| 40 | Колесникова, Анастасия Николаевна                                                                                 | 1995-1998 | | 1 | | Сидней, 2000, XXVII                                                                                               | 1 |
| 41 | Григорьева Татьяна Владимировна                                                                                   | 1989-1994 | | 1 | | Сидней, 2000, XXVII                                                                                               | 1 |
| 42 | Пелешенко Лариса Александровна                                                                                    | 1979-1982 | | 1 | | Сидней, 2000, XXVII                                                                                               | 1 |
| 43 | Молчан Юрий Сергеевич                                                                                             | 1998-2000 | | | 1 | Афины, 2004, XXVIII                                                                                               | 1 |
| 44 | Дьяченко Алексей Владимирович                                                                                     | 1991-1995 | | | 1 | Афины, 2004, XXVIII                                                                                               | 1 |
| 45 | Лагунов Евгений Александрович                                                                                     | 1999-2005 | | 1 | | Пекин, 2008, XXIX                                                                                                 | 1 |
| 46 | Сухоруков Александр Николаевич                                                                                    | 2002-2006 | | 1 | | Пекин, 2008, XXIX                                                                                                 | 1 |
| 47 | Алексеев Денис Сергеевич                                                                                          | 2001-2005 | | | 1 | Пекин, 2008, XXIX                                                                                                 | 1 |
| 48 | Кокорин Антон Сергеевич                                                                                           | 2001-2005 | | | 1 | Пекин, 2008, XXIX                                                                                                 | 1 |
| итого | итого | итого | 22 | 39 | 17 | | 78 |

### Спортивные звания учеников колледжа
За 50 лет в учреждении подготовлено: 61 заслуженный мастер спорта, 330 мастеров спорта международного класса.

### Знаменитые ученики колледжа
- Варганова, Светлана Анатольевна  — Заслуженный мастер спорта СССР (1982), серебряный призер Олимпийских игр 1980 в соревнованиях по плаванию.
- Пригожин, Евгений Викторович — российский бизнесмен, ресторатор, владелец кейтерингового бизнеса. Компания Пригожина занималась в России организацией питания высших лиц государства, благодаря чему он получил в СМИ прозвище «повар Путина».

### Учебные программы
1. Основного среднего образования.
2. Среднего (полного) общего образования.
3. Среднего профессионального базового уровня (2 года и 10 месяцев) образования по специальности «Физическая культура».
4. Среднего профессионального повышенного уровня (3 года и 10 месяцев) образования по специальности «Физическая культура».

## Преподаватели
Среди преподавателей: 14 Заслуженных тренеров РФ и СССР, 2 Заслуженных работника физической культуры РФ, 5 человек — Кандидаты педагогических наук.
Известные тренера и преподаватели, которые работали и работают в училище: Кошкин Игорь Михайлович, Яроцкий Генрих Владимирович, Петров Глеб Георгиевич, Амирова Марина Васильевна, Штейнбок Анатолий Иосифович, Синяков Александр Александрович, Красиков Алексей Фёдорович, Кондрашин Владимир Петрович, Гельчинский Станислав Яковлевич, Кузнецова Вера Васильевна, Рахлин Михаил Анатольевич

## Награды и премии
Училище неоднократно становилось победителем в организации работы по высшему спортивному мастерству среди аналогичных учебных заведений СССР и России.
Колледж награждён призом Совета Министров СССР по итогам 1984—1988 г